# Canoagem nos Jogos Pan-Americanos de 2015 - C-1 slalom masculino
A competição do C-1 slalom masculino foi um dos eventos da canoagem nos Jogos Pan-Americanos de 2015. Foi disputada na Minden Wild Water Preserve, em Minden, nos dias 18 e 19 de julho.

## Calendário
Horário local (UTC-4).
| Data        | Horário | Fase      |
| ----------- | ------- | --------- |
| 18 de julho | 10:35   | Baterias  |
| 19 de julho | 10:39   | Semifinal |
| 19 de julho | 13:15   | Final     |

## Medalhistas
| Ouro   | USA Casey Eichfeld  |
| Prata  | CAN Cameron Smedley |
| Bronze | BRA Felipe da Silva |

## Resultados

### Baterias
| Colocação | Canoísta          | Nacionalidade      | Bateria 1 | Bateria 1 | Bateria 1 | Bateria 2 | Bateria 2 | Bateria 2 | Melhor tempo | Notas |
| Colocação | Canoísta          | Nacionalidade      | Tempo     | Pen.      | Total     | Tempo     | Pen.      | Total     | Melhor tempo | Notas |
| --------- | ----------------- | ------------------ | --------- | --------- | --------- | --------- | --------- | --------- | ------------ | ----- |
| 1         | Casey Eichfeld    | USA Estados Unidos | 89.98     | 0         | 89.98     | 85.33     | 2         | 87.33     | 87.33        | Q     |
| 2         | Sebastián Rossi   | ARG Argentina      | 92.02     | 0         | 92.02     | 90.16     | 0         | 90.16     | 90.16        | Q     |
| 3         | Cameron Smedley   | CAN Canadá         | 91.90     | 4         | 95.90     | 89.05     | 2         | 91.05     | 91.05        | Q     |
| 4         | Felipe da Silva   | BRA Brasil         | 93.30     | 2         | 95.30     | 92.95     | 2         | 94.95     | 94.95        | Q     |
| 5         | Jose Silva        | VEN Venezuela      | 101.05    | 4         | 105.05    | 99.64     | 2         | 101.64    | 101.64       | Q     |
| 6         | Nicolás Sierra    | MEX México         | 156.55    | 54        | 210.55    | 114.62    | 18        | 132.62    | 132.62       | Q     |
| 7         | Andrés Pérez      | COL Colômbia       | 176.31    | 0         | 176.31    | 156.63    | 60        | 216.63    | 176.31       | Q     |
| 8         | Luis Mendez Rojas | CRC Costa Rica     | 999.99    |           | DNF       | 203.67    | 10        | 213.67    | 213.67       | Q     |

### Semifinal
| Colocação | Canoísta          | Nacionalidade      | Tempo  | Pen. | Total  | Notas |
| --------- | ----------------- | ------------------ | ------ | ---- | ------ | ----- |
| 1         | Casey Eichfeld    | USA Estados Unidos | 92.84  | 2    | 94.84  | Q     |
| 2         | Cameron Smedley   | CAN Canadá         | 93.69  | 8    | 101.69 | Q     |
| 3         | Sebastián Rossi   | ARG Argentina      | 112.25 | 8    | 120.25 | Q     |
| 4         | Felipe da Silva   | BRA Brasil         | 117.79 | 6    | 123.79 | Q     |
| 5         | Jose Silva        | VEN Venezuela      | 139.83 | 2    | 141.83 | Q     |
| 6         | Andrés Pérez      | COL Colômbia       | 134.42 | 56   | 190.42 | Q     |
| 7         | Nicolás Sierra    | MEX México         | 148.85 | 66   | 214.85 |       |
| 8         | Luis Mendez Rojas | CRC Costa Rica     | 218.88 | 56   | 274.88 |       |

### Final
| Colocação         | Canoísta        | Nacionalidade      | Tempo  | Pen. | Total  | Notas |
| ----------------- | --------------- | ------------------ | ------ | ---- | ------ | ----- |
| Medalha de ouro   | Casey Eichfeld  | USA Estados Unidos | 92.80  | 0    | 92.80  |       |
| Medalha de prata  | Cameron Smedley | CAN Canadá         | 92.09  | 2    | 94.09  |       |
| Medalha de bronze | Felipe da Silva | BRA Brasil         | 98.41  | 0    | 98.41  |       |
| 4                 | Sebastián Rossi | ARG Argentina      | 93.95  | 6    | 99.95  |       |
| 5                 | Jose Silva      | VEN Venezuela      | 105.99 | 6    | 111.99 |       |
| 6                 | Andrés Pérez    | COL Colômbia       | 140.18 | 56   | 196.18 |       |